# Gonzalo Pino Bustos
Gonzalo Pino Bustos (Alacant, 1954) és un sindicalista valencià, secretari general de la Unió General de Treballadors del País Valencià (UGT PV) des del 2015 al 2016.
Treballador de la factoria Ford d'Almussafes des del 1976, primer va militar a Comissions Obreres i el 1980 es passa a UGT. Cinc anys més tard accedeix a la secretaria general de la secció sindical a la planta d'Almussafes. Una responsabilitat que exerceix durant més de 20 anys i el 2009 accedeix a la secretaria d'Acció Sindical de la UGT PV des d'on dona el salt a la Secretaria General de la Comissió Executiva a través d'un comitè extraordinari convocat després de la dimissió de l'anterior secretari Conrado Hernández.